# Музей Революції гідності та свободи
Музей Революції гідності та свободи — шкільний історико-меморіальний музей Небесної сотні в Тернополі. Діє від 19 лютого 2016 року.

## Історія музею
Ідея створення музею не випадкова, адже вчителі та учні школи брали активну участь у Євромайдані у Тернополі та Києві. Експозицію готували близько трьох місяців, експонати учні збирали серед активістів Майдану.
Відкриття музею відбулося 19 лютого 2016 року за участі міського голови Тернополя Сергія Надала, представників обласної влади, громадських активістів та організацій, зокрема, «Самооборони Тернополя» Лілія Мусіхіна, «Автомайдану» Дмитро Гайдуцький, а також мати Героя Небесної сотні Тараса Слободяна Марія Слободян та інші. Після відкриття музею старшокласники провели першу екскурсію.
На екскурсії в музей планують запрошувати учнів з усіх шкіл міста.

## Експонати
В експозиції музею представлено оригінали документів Тернопільської міської ради, бронежилети, каски, щити, побутові речі, протигази, респіратори майданівців, а ще гільзи, навіть беркутівські каски, які зняли наші майданівці.
Є також книги про події на Майдані, картини на тему Майдану тернопільського художника Михайла Кафтана, фотографії місцевих фотографів Миколи Василечка, Івана Пшоняка, Ігоря Крочака та інших.
Музей складається з трьох експозицій — київського і тернопільського Майданів, а також блок пошани Героїв Небесної сотні з Тернопільщини, які загинули на Майдані: «Того великого вогню смерть не погасила», «Небесна сотня», «Духовний куточок Майдану».
У музеї також представлений макет майбутнього пам'ятника Героям Небесної сотні.

## Відвідувачі
10 березня 2016 року музей відвідала делегація грузинського міста Батумі.